# Concentrador

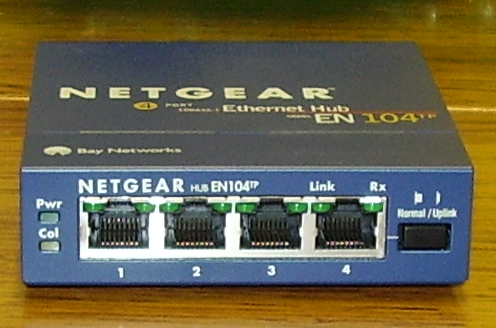
concentrador de 4 ports NETGEAR

Un concentrador (en anglès hub) és un dispositiu de xarxa que permet agrupar un conjunt de dispositius Ethernet en un mateix segment de xarxa. Actua al 1r nivell o nivell físic, sense entrar per tant a analitzar les adreces MAC de destí. És per això que tot el que hi arriba és reenviat indiscriminadament a tots els ordinadors connectats.

## Seguretat
El concentrador envia cada paquet que li arriba a tots els dispositius que hi té connectats. És tasca de cadascun dels ordinadors decidir si el paquet se l'ha de quedar o no (van mirant l'adreça MAC de destí).
Per tant, si estem connectats a un concentrador, contínuament estarem rebent paquets dels quals no som destinataris. Això és poc segur, i si es vol evitar es pot usar un commutador (switch), que és més car, però només envia cada paquet allà on pertoca.

## Usos
Antigament tenien èxit els concentradors (en lloc dels commutadors) degut al seu baix preu. Però ara que tots són molt barats, se solen usar només commutadors, pel tema de seguretat esmentat a dalt. En alguns casos, però, pot anar bé un concentrador:
- A una xarxa on una de les màquines hagi d'analitzar el que estan rebent les altres, per exemple per fer estadístiques d'ús. No s'ha de fer cap configuració especial, ja que rebrà els paquets directament.
- Un clúster d'ordinadors que treballen junts pot requerir que cadascú vegi el treball que estan fent els altres. Un concentrador provoca això directament; en canvi amb un commutador fa falta configuració.